# نظرة ذكورية

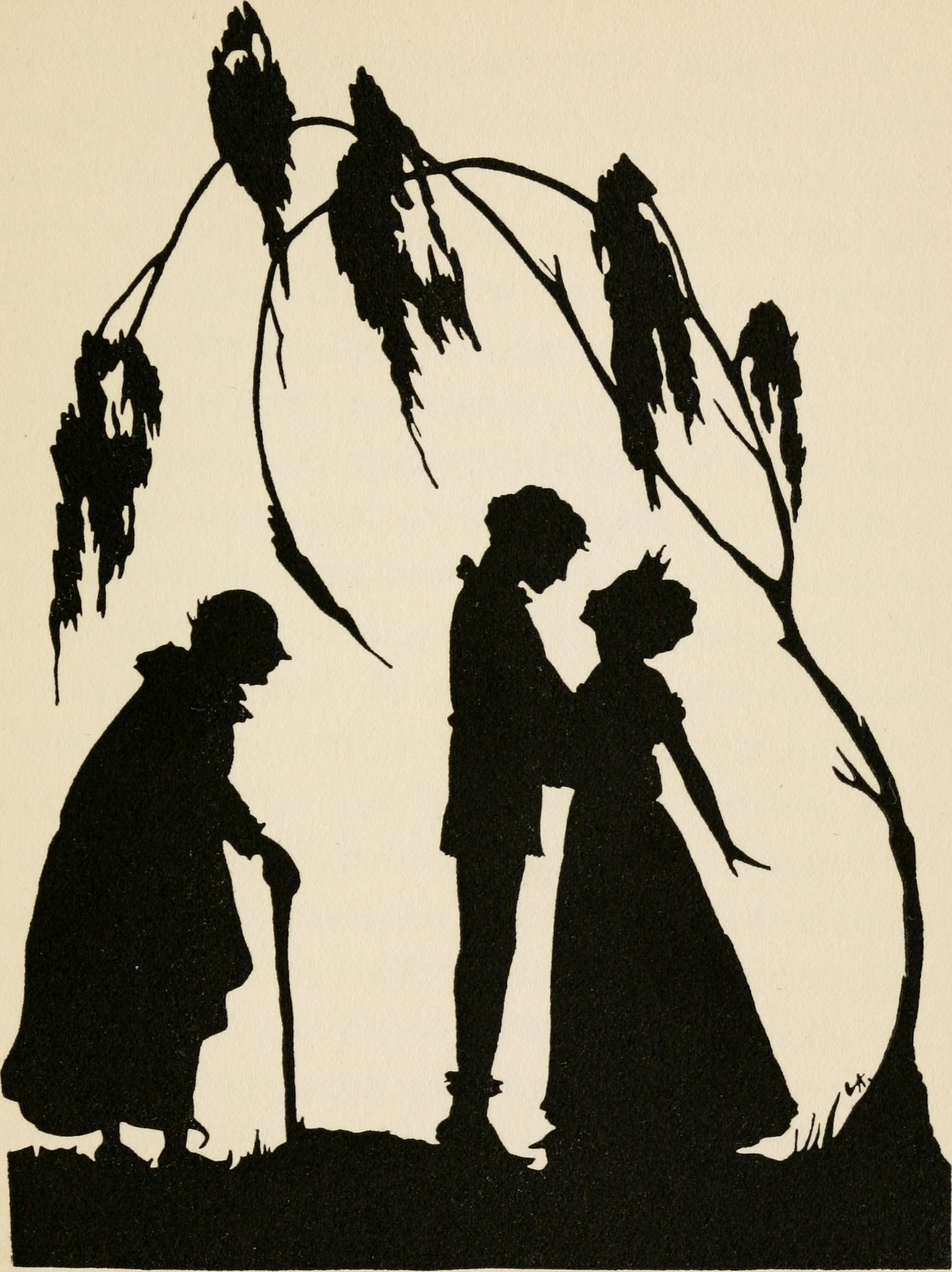

في النظرية النسوية، تشير النظرة الذكورية إلى تصوير النساء والعالم في الفنون البصرية والأدب من منظور ذكوري مغاير الجنس. يقدم هذا المنظور النساء كأشياء جنسية من أجل متعة المشاهد الذكر المغاير الجنس. في العروض التقديمية المرئية والجمالية للسينما الروائية، يكون للنظرة الذكورية ثلاثة وجهات نظر: وجهة نظر الرجل خلف الكاميرا، ووجهة نظر الشخصيات الذكورية داخل التمثيلات السينمائية للفيلم؛ ووجهة نظر المتفرج الذي ينظر إلى الصورة.
صاغت الناقدة السينمائية لورا مولفي مصطلح النظرة الذكورية، والتي تتناقض من الناحية النظرية، وتتعارض مع النظرة النسائية. تتشابه سيكولوجيا النظرة الذكورية مع سيكولوجيا شبق النظر (سكوبوفيليا)، أي متعة المشاهدة، وهكذا فإن مصطلحي سكوبوفيليا وسكوبتوفيليا، يحددان كل من الملذات الجمالية والملذات الجنسية المستمدة من النظر إلى شخص أو شيء ما.

## خلفية
قدم الفيلسوف الوجودي جان بول سارتر مفهوم النظرة، في كتاب الكينونة والعدم (1943)، حيث يخلق فعل التحديق إلى إنسان آخر فرق غير موضوعي في القوة، وهو ما يشعر به المُحدِّق والمُحدَّق إليه، لأن الشخص الذي يُحدَّق إليه، يُنظر له كشيء، وليس كإنسان. قُدم وشُرح وطُور المفهوم السينمائي للنظرة الذكورية في مقالة بعنوان «المتعة البصرية والسينما الروائية» (1975)، والتي تقترح فيه لورا مولفي أن اللامساواة الجنسية –عدم التكافؤ بين الرجال والنساء في القوة الاجتماعية والسياسية– هي قوة اجتماعية مسيطرة في العروض السينمائية للجنسين، وأن النظرة الذكورية (المتعة الجمالية للمشاهد الرجل) هي بنية اجتماعية مستمدة من أيديولوجيات وخطابات المجتمع الأبوي. ترتبط النظرة الذكورية مفاهيميًا، ضمن مجالات الدراسات الإعلامية ونظرية الأفلام النسوية، بسلوكيات البصبصة (النظر من أجل المتعة الجنسية)، وشبق النظر (المتعة من النظر)، والنرجسية (المتعة من التفكير في الذات).

## مفاهيم

### شبق النظر (سكوبوفيليا)
يعتمد شكلان من النظرة الذكورية على المفهوم الفرويدي لشبق النظر، «اللذة التي ترتبط بالانجذاب الجنسي (استراق النظر بشكل كبير)، ومتعة شبق النظر المرتبطة بالتعريف النرجسي (استخدام الأنا العليا)» التي تُظهر كيف أُجبرت النساء على رؤية السينما من منظور (جنسي، جمالي، ثقافي) خاص بالنظرة الذكورية.
ترفض النظرة الذكورية، في مثل هذه العروض السينمائية، قوة المرأة وهويتها الإنسانية، وبالتالي تجرد المرأة من إنسانيتها، وتحولها من شخص إلى شيء، بحيث لا يُنظر إليها إلا من أجل جمالها ولياقتها البدنية وجاذبيتها الجنسية، كما حُددت في الخيال الجنسي الذكوري للسينما الروائية.

### المشاهدة
يوجد نوعان من المشاهدة أثناء مشاهدة فيلم، حيث إما يشارك المشاهد بغير وعي أو بوعي في الأدوار المجتمعية النموذجية المنسوبة للرجال والنساء. فيما يتعلق بنظرية مركزية القضيب، يمكن مشاهدة فيلم من وجهة نظر «ثلاث نظرات مختلفة»: (1) النظرة الأولى هي الكاميرا، التي تسجل أحداث الفيلم، (2) تصف النظرة الثانية فعل التلصص للجمهور عندما يشاهدون الفيلم بشكل مناسب، (3) والنظرة الثالثة هي المتعلقة بالشخصيات التي تتفاعل مع بعضها البعض خلال القصة المصورة.
إن المنظور الشائع بخصوص النظرات الثلاث قائم على فكرة أن النظر عمومًا يُنسب للدور النشط للذكور، بينما كون الشخص يُنظر إليه، يُعتبر عمومًا على أنه الدور السلبي للإناث. لذلك تُقدم وتُمثل النساء في السينما، بناءً على هذه الهيكلية الأبوية، كوسائل متعة، حيث يكون للشخصيات النسائية «مظهرًا يرمز لتأثير بصري وشهواني قوي»، لذلك لا يراد من الممثلة أبدًا أن تمثل شخصية أنثى حازمة، تؤثر أفعالها بشكل مباشر على الحبكة أو سير أحداث القصة المصورة، ولكنها موجودة بدلاً من ذلك في الفيلم لدعم الممثل بصريًا، وتقديم صورة البطل الذكر من خلال «تحمل عبء التجسيد الجنسي» وهو شرط لا يطاق للممثل.

### النظرة النسائية
تساوي النظرة النسائية مفاهيميًا النظرة الذكورية، أي عندما تُشيّيء النساء شخصا ما، فإنهن ينظرن إلى الأشخاص الآخرين، وأنفسهن، من وجهة نظر الرجل. النظرة الذكورية هي مظهر من مظاهر القوة الاجتماعية غير المُكافئة، بين الرجل الذي ينظر والامرأة التي يُنظر لها، وهو أيضًا جهد اجتماعي واعي أو غير واعي، لتوظيف اللامساواة بين الجنسين في خدمة النظام الجنسي الأبوي. يمكن اعتبار المرأة التي ترحب بفكرة التجسيد الجنسي الخاصة بالنظرة الذكورية، أنها تتفق مع المعايير الاجتماعية المقررة لصالح الرجال، من وجهتي النظر كلتيهما، مما يعزز بهذه الطريقة من القوة المُجسِّدة للمرأة وفقا للنظرة الذكورية، أو قد يُنظر إليها على أنها امرأة استعراضية، تستفيد اجتماعيًا من التجسيد الجنسي الملازم للنظرة الذكورية، بغاية التلاعب بالمعايير الجنسية للمجتمع الأبوي خدمة لمصلحتها الشخصية.
قالت مولفي أن النظرة النسائية مشابهة للنظرة الذكورية، لأن «الشخصية الذكورية لا يمكن أن تتحمل عبء التجسيد الجنسي. الرجل متردد في النظر إلى مظهره الاستعراضي». قالت ناليني بول في وصفها للعلاقات بين شخصيات رواية بحر سارغاسو الواسع (1966)، لجين ريس، أنه عندما تحدق شخصية أنطوانيت في روتشستر، وتضع إكليلاً عليه، فإنها تجعله يبدو بطوليًا، ولكن: «لا يشعر روتشستر بالارتياح لفرض هذا الدور عليه، وبالتالي يرفضه بإزالة الطوق، وسحق الزهور.» إن الرجل من يمتلك النظرة لأنه رجل، وفقا لوجهة نظر الرجال، بينما تمتلك المرأة النظرة فقط عندما تتولى دور الرجل، وبالتالي تمتلك النظرة الذكورية عندما تُشيّيء الآخرين، من خلال النظر إليهم كما يفعل الرجل.
تتفق إيفا ماريا جاكوبسون مع وصف بولس للنظرة النسائية بأنها «مجرد تجاوب متبادل مع الذكورة»، ولكن يمكن العثور على دليل على قيام النساء بتجسيد الرجال جنسيا- وجود نظرة نسائية منفصلة – في إعلانات الفتى اللعبة في مجلات المراهقين. على الرغم من حجة مولفي بأن «النظرة» هي خصلة نوع اجتماعي واحد، أو أن النظرة النسائية مجرد نظرة ذكورية معتنقة داخليا، فإنها تظل غير محددة: «أولاً، كُتبت مقالة عام 1975 بعنوان [المتعة البصرية والسينما الروائية] كجدلية، وكما وصفها ماندي ميرك كبيان، إذ لم يكن لدي اهتمام في تغيير هذه الحجة. من الواضح باعتقادي في النظر إلى الماضي، من منظور دقيق، فإن [المقالة] هي حول حتمية النظرة الذكورية.» وفي ديناميات القوة للعلاقات الإنسانية، يمكن للناظر أن يحدق إلى أشخاص من نفس النوع الاجتماعي لأسباب لاجنسية، مثل مقارنة صورة جسم الناظر وملابسه بجسم وملابس الشخص المنظور إليه.